# Liste der Biografien/Sue
Liste der Biografien |
Portal Biografien |
Personensuche
# |
A |
B |
C |
D |
E |
F |
G |
H |
I |
J |
K |
L |
M |
N |
O |
P |
Q |
R |
S |
T |
U |
V |
W |
X |
Y |
Z |
?
 
Sa |
Sb |
Sc |
Sd |
Se |
Sf |
Sg |
Sh |
Si |
Sj |
Sk |
Sl |
Sm |
Sn |
So |
Sp |
Sq |
Sr |
Ss |
St |
Su |
Sv |
Sw |
Sy |
Sz
 
Sua |
Sub |
Suc |
Sud |
Sue |
Suf |
Sug |
Suh |
Sui |
Suj |
Suk |
Sul |
Sum |
Sun |
Suo |
Sup |
Suq |
Sur |
Sus |
Sut |
Suu |
Suv |
Suw |
Sux |
Suy |
Suz
Die Liste der Biografien führt alle Personen auf, die in der deutschsprachigen Wikipedia einen Artikel haben. Dieses ist eine Teilliste mit 93 Einträgen von Personen, deren Namen mit den Buchstaben „Sue“ beginnt.

## Sue
- Sue Harukata (1521–1555), japanischer Samurai
- Sue, Eugène (1804–1857), französischer SchriftstellerEugène Sue (1804–1857)

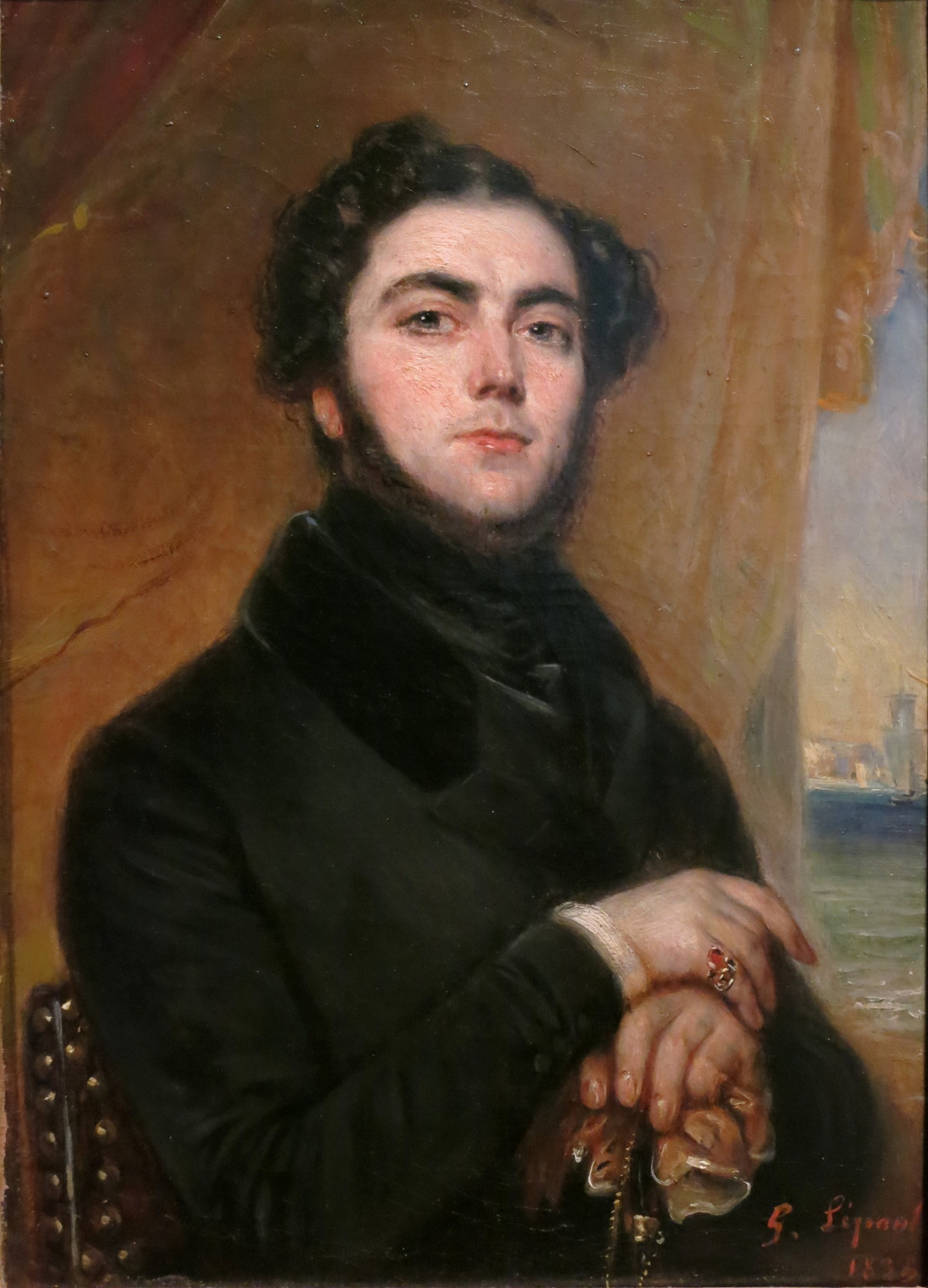
Eugène Sue (1804–1857)

- Sue-Patt, Terry (1964–2015), britischer Schauspieler

### Sueb
- Sueb, Benyamin (1939–1995), indonesischer Schauspieler, Filmregisseur und Sänger
- Suebsakul Pravisat, thailändischer Fußballspieler

### Suec
- Sueco (* 1997), US-amerikanischer Rapper und Sänger

### Sueh
- Suehiro, Izutarō (1888–1951), japanischer Jurist
- Suehiro, Tetchō (1849–1896), japanischer Politiker, Journalist und Schriftsteller

### Suek
- Suekane, Kumiko, japanische Mangaka
- Suekawa, Hiroshi (1892–1977), japanischer Jurist
- Sueki, Hiroya (* 1997), japanischer Fußballspieler

### Suel
- Sueldo, Gerardo Eusebio (1936–1998), argentinischer Geistlicher, römisch-katholischer Bischof von Santiago del Estero

### Suem
- Suematsu, Kenchō (1855–1920), japanischer Autor, Unternehmer und Politiker
- Suematsu, Yasuharu (* 1932), japanischer Ingenieur der Nachrichtentechnik
- Suematsu, Yoshinori (* 1956), japanischer Politiker

### Suen
- Suena (* 1992), deutsche Musikproduzentin, Multiinstrumentalistin und SongwriterinSuena (* 1992)

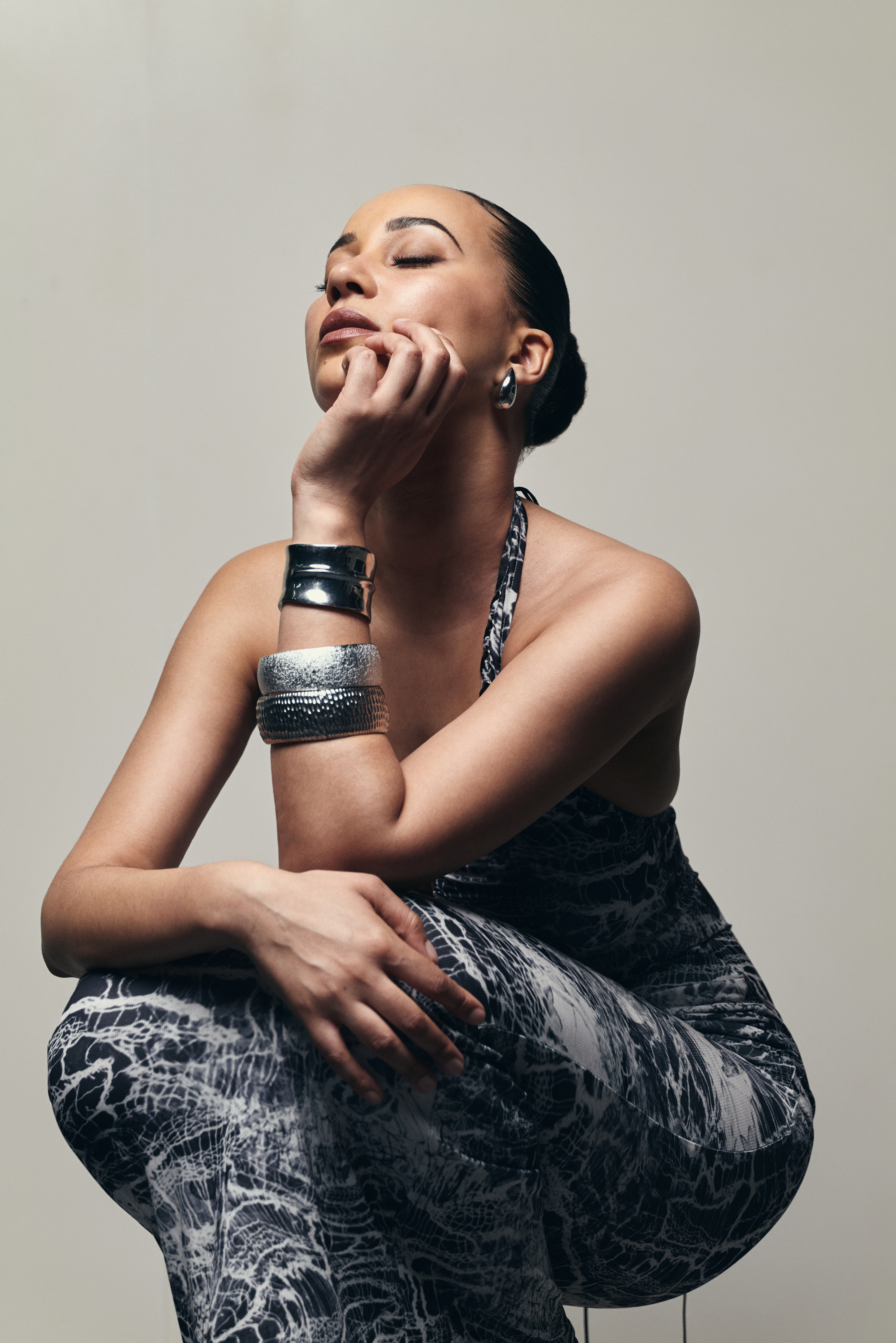
Suena (* 1992)

- Suenaga, Masao (1897–1991), japanischer Archäologe
- Suenaga, Tōa (* 2005), japanischer Fußballspieler
- Suenens, Léon-Joseph (1904–1996), belgischer Theologe, Erzbischof von Mecheln und ein Kardinal der römisch-katholischen Kirche
- Sueno Martialis Edenolph (1629–1656), venetianischer und schwedischer Offizier
- Suenobu, Keiko (* 1979), japanische Manga-Zeichnerin
- Suenson, Edouard (1805–1887), dänischer Vizeadmiral
- Suenson, Otto Fredrik (1810–1888), dänischer Seeoffizier und Marineminister
- Suenson-Taylor, Christopher, 3. Baron Grantchester (* 1951), britischer Peer und Labour Politiker

### Sueo
- Sueoka, Kunitaka (1917–1998), japanischer Fußballspieler
- Sueoka, Ryūji (* 1979), japanischer Fußballspieler

### Suer
- Süer, Bahar (* 1985), türkische Schauspielerin
- Süer, Erkan (* 2001), türkischer Fußballspieler
- Süer, Türker, deutscher Regisseur, Drehbuchautor
- Süer, Ufuk (* 1972), türkischer Fußballspieler und -trainer
- Suerbaum, Joachim (* 1965), deutscher Rechtswissenschaftler und Hochschullehrer
- Suerbaum, Sebastian (* 1962), deutscher Mikrobiologe
- Suerbaum, Ulrich (1926–2022), deutscher Anglist
- Suerbaum, Werner (* 1933), deutscher Altphilologe
- Suerbeer, Albert († 1273), deutsch-baltischer Erzbischof von Riga
- Suerig, Frederick (1878–1929), US-amerikanischer Ruderer
- Suerland, Ralf (* 1950), deutscher Trainer und Jockey im Galopprennsport
- Suerman, Bernardus Franciscus (1783–1862), niederländischer Mediziner
- Suermann, Harald (* 1956), deutscher Orientalist
- Suermann, Walter (* 1939), deutscher Lokalpolitiker (CDU), Oberbürgermeister der Stadt Offenbach am Main, Rechtsanwalt
- Suermondt, Barthold (1818–1887), deutscher Unternehmer und Kunstmäzen
- Suermondt, Edwin (1883–1923), deutscher Jurist, Kunsthistoriker und Kunstsammler
- Suermondt, Georg Wilhelm (1868–1943), deutscher Verwaltungsjurist und Landrat
- Suermondt, Henry (1846–1930), deutscher Unternehmer
- Suermondt, Karlheinz (1922–2011), deutscher Manager
- Suermondt, Otto (1864–1941), deutscher Galopprennreiter
- Suermondt, Robert (1844–1919), deutscher Privatbankier und Unternehmer
- Suermondt, William (1840–1930), deutscher Unternehmer
- Suero Fernández, Israel (* 1994), spanischer Fußballspieler
- Süersen, Johann Friedrich Hermann (1771–1845), deutscher Apotheker und Dozent

### Sues
- Sues, Carl Philipp (1752–1839), deutscher Kaufmann, Frankfurter Politiker
- Sues, Hans-Dieter (* 1956), US-amerikanischer Paläontologe
- Suescún Mutis, Fabio (* 1942), kolumbianischer Geistlicher, römisch-katholischer Militärbischof von Kolumbien
- Suescún, Nicolás (1937–2017), kolumbianischer Schriftsteller
- Suesmann, Herbert (1885–1950), preußischer Verwaltungsjurist, Landrat sowie Regierungspräsident in Liegnitz (1934–1936)
- Suess, C. J. (* 1994), US-amerikanischer Eishockeyspieler
- Suess, Eduard (1831–1914), österreichischer Geologe und liberaler Politiker, LandtagsabgeordneterEduard Suess (1831–1914)

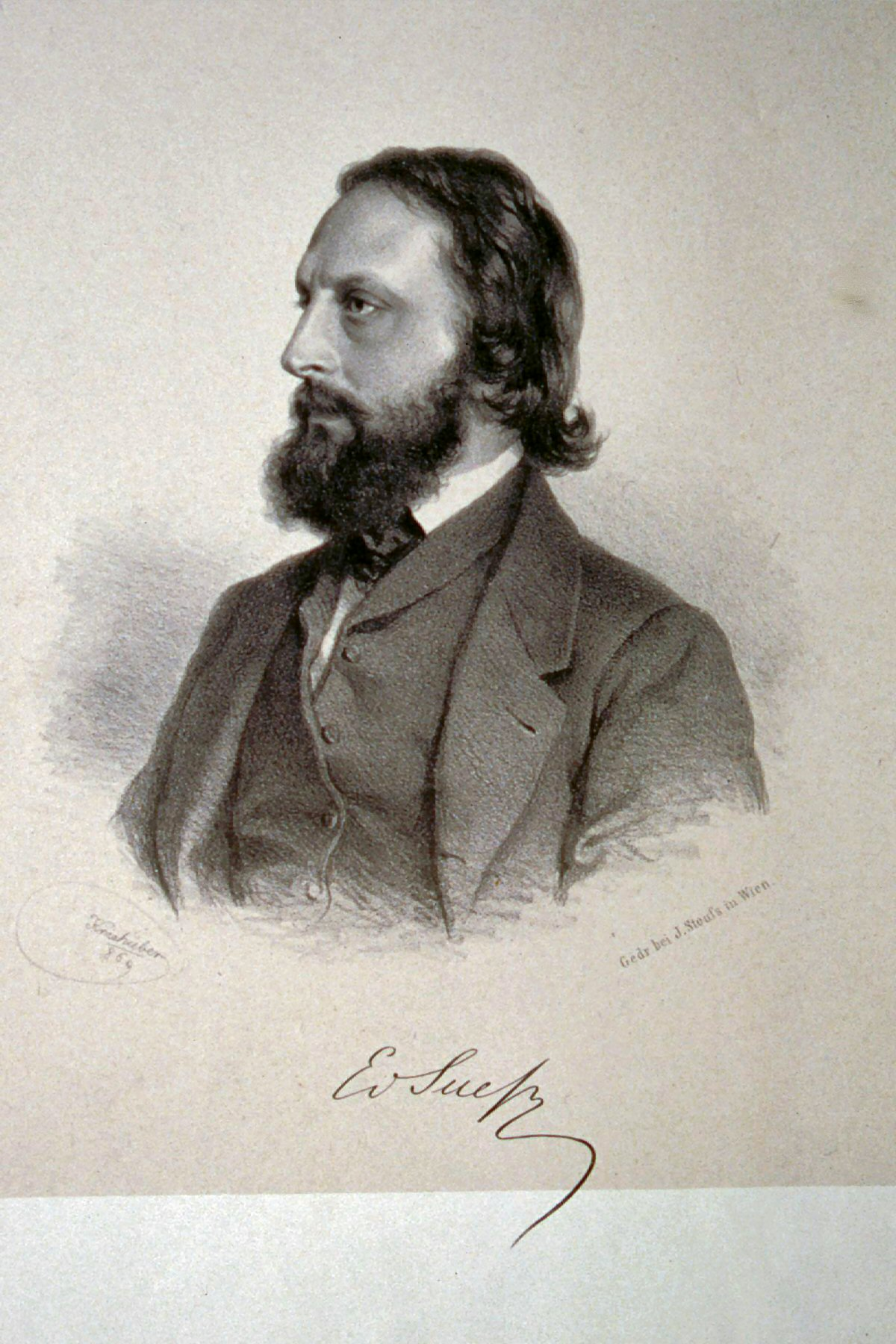
Eduard Suess (1831–1914)

- Suess, Erwin (1939–2023), deutscher Geologe und Ozeanograf
- Suess, Franz (* 1961), österreichischer Comiczeichner, Autor und Illustrator
- Suess, Franz Eduard (1867–1941), österreichischer Geologe
- Suess, Gerhard (1956–2024), deutscher Psychologe
- Suess, Hans E. (1909–1993), österreichischer Physikalischer Chemiker und Kernphysiker
- Suess, Paulo (* 1938), katholischer Theologe
- Suess, Werner († 1901), deutsch-US-amerikanischer Mechaniker
- Suessdorf, Karl (1911–1982), US-amerikanischer Komponist
- Sueße, Thorsten (* 1959), deutscher Arzt und Schriftsteller
- Suessenguth, Karl (1893–1955), deutscher Botaniker
- Suessenguth, Walther (1900–1964), deutscher Schauspieler und Synchronsprecher

### Suet
- Sueter, Murray (1872–1960), Konteradmiral der britischen Royal Navy
- Suetin, Alexei Stepanowitsch (1926–2001), russischer Schachspieler
- Suetin, Nikolai Michailowitsch (1897–1954), russischer Künstler des Suprematismus
- Sueton, römischer Schriftsteller und Verwaltungsbeamter
- Suetonius Ianuarius, Gaius, römischer Offizier (Kaiserzeit)
- Suetonius Paulinus, Gaius, römischer General und Politiker
- Suetovius, René (* 1964), deutscher Amateurboxer
- Suetrius Sabinus, Gaius, römischer Konsul 214 und 240
- Suetsugu, Heizō († 1630), japanischer Überseehändler
- Suetsugu, Nobumasa (1880–1944), japanischer Admiral und Innenminister
- Suetsugu, Shingo (* 1980), japanischer Leichtathlet
- Suetsugu, Yuki (* 1975), japanische Mangaka
- Suetsuna, Satoko (* 1981), japanische Badmintonspielerin
- Suetta, Antonio (* 1962), italienischer Geistlicher, Bischof von Ventimiglia-San Remo
- Suette, Hugo (1903–1949), österreichischer SA-Führer und Kreisleiter

### Suev
- Suevus der Jüngere, Gottfried (1652–1718), deutscher Rechtswissenschaftler
- Suevus, Caspar († 1661), deutscher Mediziner und kursächsischer Leibarzt
- Suevus, Gottfried der Ältere (1615–1659), Rechtswissenschaftler
- Suevus, Johann (1564–1634), deutscher Rechtswissenschaftler

### Suew
- Suew, Arnold (* 1991), deutsch-kasachischer Fußballspieler

### Suey
- Sueyoshi, Hayato (* 1982), japanischer Shorttracker
- Sueyoshi, Magozaemon (1570–1617), japanischer Überseehändler
- Sueyoshi, Rui (* 1996), japanischer Fußballspieler
- Sueyoshi, Toshiya (* 1987), japanischer Fußballspieler

### Suez
- Suez, Perla (* 1947), argentinische Schriftstellerin